# ممرض أطفال حديثي الولادة ممارس
ممرض أطفال حديثي الولادة ممارس (بالإنجليزية: Neonatal nurse practitioner)‏ هو ممرض ممارس مُسجَّل ولديه خبرة على الأقل لمدة عامين كممرض في المستوى الثالث من وحدات العناية المركزة للأطفال حديثي الولادة، وهو مستعد للممارسة عبر سلسلة متواصلة، مع توفير رعاية أولية وحادة ومُزمِنة وحرجة لحديثي الولادة والرضع والأطفال الصغار حتى عمر سنتين.
يُعدُّ عمل ممرض أطفال حديثي الولادة ممارس في وحدات العناية المركزة للأطفال حديثي الولادة في المقام الأول، حيث اختيار وتنفيذ الإجراءات السريرية التشخيصية والعلاجية المتقدمة المشار إليها سريريا. في الولايات المتحدة؛ يُعتبر ممرض أطفال حديثي الولادة ممارس معتمدٌ من المجلس كحاصل على درجة الدراسات العليا على مستوى الماجستير أو الدكتوراه وله شهادة في مجال طب الأطفال حديثي الولادة.
الرابطة الوطنية لممارسي ممرضات حديثي الولادة هي الرابطة الوطنية التي تمثل ممارسي ممرضات حديثي الولادة في الولايات المتحدة. تخضعُ الشهادة من قِبل الشركة الوطنية لإصدار الشهادات لأخصائي تمريض النساء والتوليد والولادة.

## التاريخ
أول يوم حديث افتتح العناية المكثفة لحديثي الولادة في عام 1960 في مستشفى ييل نيو هافن تحت رعاية لويس غلوك، رائدة في مجال طب الأطفال حديثي الولادة. أظهر مفهوم الدكتورة غلوك العناية المكثفة لحديثي الولادة نتائج محسنة للرضع والمرضى الخدج وأدى إلى ظهور وحدات عناية مكثفة لحديثي الولادة في جميع أنحاء البلاد بحلول أواخر الستينيات. كانت معظم وحدات العناية المركزة موجودة في مواقع جامعية كبيرة مع إدارة للمرضى مقدمة من متدربين طبيين وسكان يشرف عليهم طبيب حديثي الولادة. من أجل تلبية احتياجات هذه الفئة السكانية الضعيفة، توسعت أدوار التمريض لتشمل المهام التي كانت قد هبطت من قبل إلى الأطباء، مثل بدء الوصول عن طريق الوريد وفغر الوريد.
في عام 1965، تم تطوير أول برنامج ممارس للممرضين في الولايات المتحدة في جامعة كولورادو لإعداد ممارسي ممرضون الأطفال للرعاية الأولية. بحلول سبعينيات القرن العشرين، كانت الرعاية المركزة لحديثي الولادة خدمة طبية متكاملة في العديد من المستشفيات التعليمية الكبيرة في جميع أنحاء البلاد، حيث وفرت الإدارة الناجحة للخدج والمرضى حديثي الولادة وخفضت معدل وفيات المواليد. تم إنشاء خدمات النقل لحديثي الولادة لنقل المواليد الجدد من منشأة ولادتهم إلى أقرب وحدة العناية المركزة، مما يتيح توسيع دور التمريض العناية المكثفة لحديثي الوالدة كممرضون شغل هذه الوظائف الجديدة. وضعت المبادئ التوجيهية التي نشرتها جمعية الممرضون الأمريكية في عام 1975 معايير برنامج ممرض حديثي ولادة ممارس حتى نشرت الرابطة الوطنية للممرضات حديثي الولادة معايير التعليم وخطوط توجيهية لبرامج ممرض حديثي ولادة ممارس في عام 2002. أدت معايير جمعية الممرضون الأمريكية هذه إلى تكاثر برامج الشهادات المستندة إلى المستشفيات لتدريب الممرضون كممرض حديثي ولادة ممارس.

## التعليم
قد يكون لدى ممرض أطفال حديثي الولاد درجة الماجستير و / أو الدكتوراه من مدرسة تمريض معتمدة مع تخصص في طب حديثي الولادة. تتطلب معظم الدول شهادة وطنية من خلال مؤسسة الشهادات الوطنية ويجب أن تشارك في التعليم المستمر للحفاظ على الشهادة.

## شهادة البورد
بعد الإعداد التعليمي على مستوى الماجستير أو الدكتوراه ، تتطلب معظم الولايات شهادات ممرض أطفال حديثي الولادة معتمدة من قبل هيئة اعتماد معتمدة. يجب الحفاظ على شهادة المجلس عن طريق الحصول على ائتمانات تعليم التمريض المستمر. في الولايات المتحدة ، يتم تقديم شهادة مجلس الإدارة من خلال مؤسسة الشهادات الوطنية (تمنح جوائز ممرض أطفال حديثي الولادة ممارس).

## نطاق الممارسة
يوفر ممرضو حديثي الولادة رعاية متخصصة لحديثي الولادة مع مجموعة واسعة من حدة (مستوى المرض) وحالات من الخداج، والالتهابات، والحالات الوراثية، وأمراض القلب، والتشخيصات الجراحية، ومشاكل الجهاز التنفسي، واضطرابات أخرى. ممارس ممرضة حديثي الولادة تعمل في المقام الأول في المستشفى في حضانات الأطفال جيداً، ودور الحضانة الخاصة، ووحدات العناية المركزة لحديثي الولادة وغرفة الولادة. تدريبهم المتخصص يسمح لهم بتوفير رعاية فردية للرضع من لحظة الولادة ومن الأطفال إلى المواليد الجدد المصابين بأمراض خطيرة. عادةً ما تعمل ممرضو حديثي الولادة بالتعاون مع أطباء حديثي الولادة و / أو أطباء الأطفال ولكن (في معظم الولايات) هم مزودون مستقلون مرخصون يمكنهم تشخيص وعلاج المرضى. ممرضو حديثي الولادة لها سلطة وصفية ويمكن أن يصف الأدوية حسب الحاجة للسكان حديثي الولادة (في معظم الدول).